# Мари Сити (Охајо)
Мари Сити (енгл. Murray City) град је у америчкој савезној држави Охајо.

## Демографија
По попису из 2010. године број становника је 449, што је 3 (-0,7%) становника мање него 2000. године.
| Група             | 2000.       | 2010.       |
| Белци             | 441 (97,6%) | 439 (97,8%) |
| Афроамериканци    | 0 (0,0%)    | 1 (0,2%)    |
| Азијати           | 0 (0,0%)    | 0 (0,0%)    |
| Хиспаноамериканци | 0 (0,0%)    | 6 (1,3%)    |
| Укупно            | 452         | 449         |